# Marta Husemann

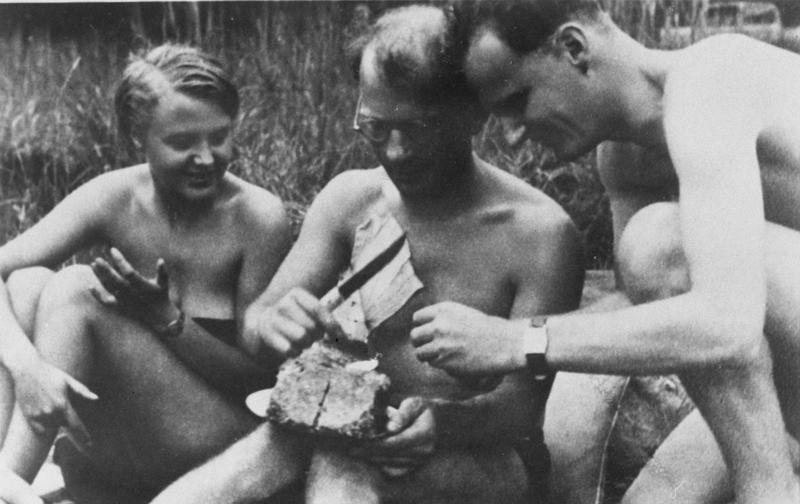
Marta Husemann (links) mit Harro Schulze-Boysen (rechts) und Günther Weisenborn

Marta Husemann geb. Wolter (* 20. August 1913 in Berlin; † 30. Juni 1960) war eine deutsche Schauspielerin und Widerstandskämpferin gegen das NS-Regime u. a. in der Roten Kapelle.

## Leben
Husemann erlernte den Beruf Schneiderin und trat 1928 in den KJVD ein. 1931 wurde sie KPD-Mitglied. In dem Filmklassiker Kuhle Wampe oder: Wem gehört die Welt? von Slatan Dudow spielte sie als „Gerda“ eine der beiden weiblichen Hauptrollen. Die Erfahrungen, die sie als Schauspielerin gemacht hatte, verarbeitete sie 1935 mit ihrem Drehbuch zu dem Kurzspielfilm Fünf Personen suchen Anschluß. Der Film wurde in der Regie von Jürgen von Alten in dem Berliner Kaufhaus KaDeWe gedreht.
Im gleichen Jahr wurde sie durch die Gestapo erstmals vernommen. Im November 1936 wurde sie verhaftet und folgend von März bis Juni 1937 im KZ Moringen als „Vorbeugehäftling“ – euphemistisch auch Schutzhaft genannt – inhaftiert.
Gemeinsam mit ihrem Mann Walter Husemann wurde sie danach im antifaschistischen Kreis der Roten Kapelle um Harro Schulze-Boysen aktiv. Häufig traf sich der Kreis unbeobachtet von der Gestapo auf Schloss Liebenberg beim Ehepaar Schulze-Boysen. Besonders intensive Kontakte bestanden zum Ehepaar Gerhard und Gerda Sredzki, die aktiv in der Saefkow-Jacob-Bästlein-Organisation am Widerstand gegen den Nationalsozialismus teilnahmen.

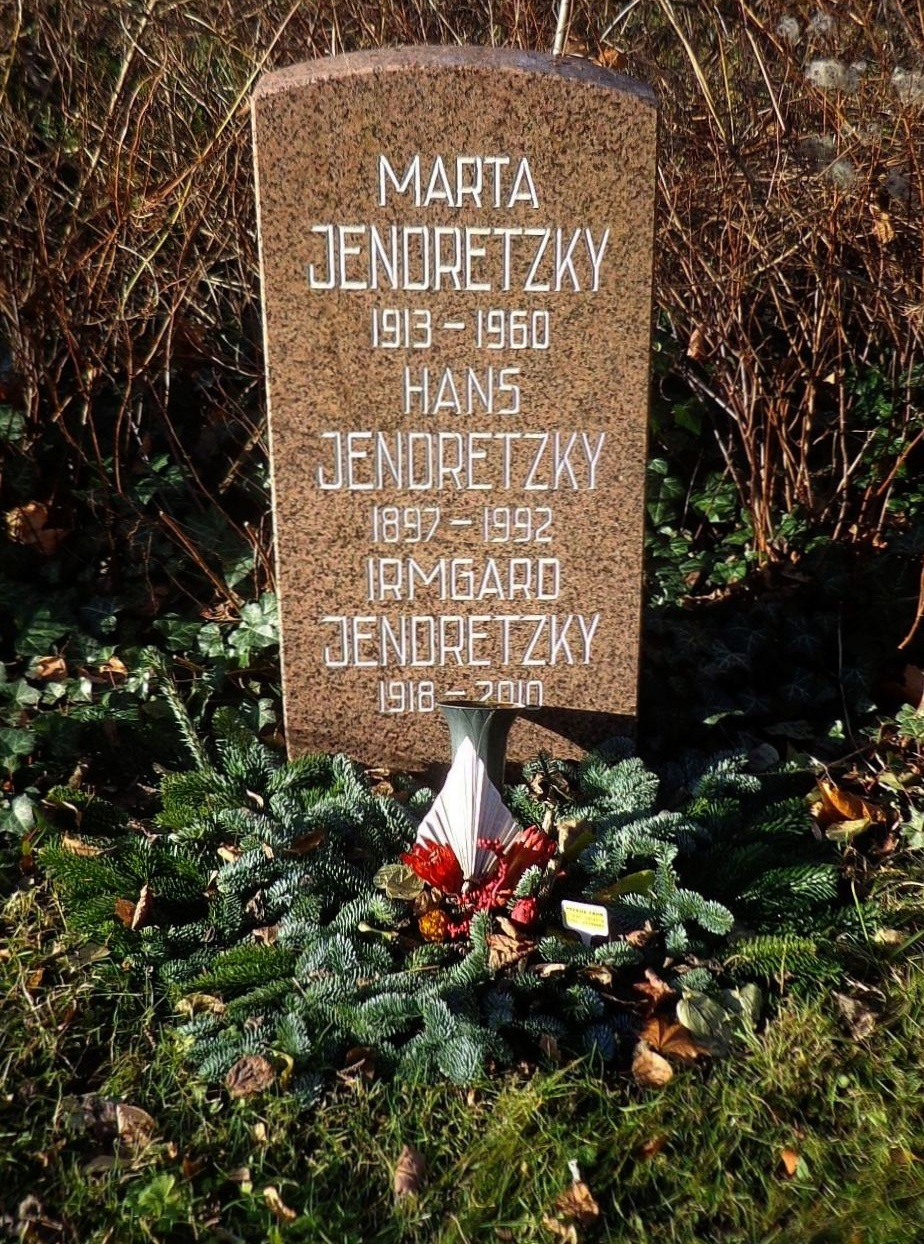
Grabstätte

Am 19. September 1942 wurde sie erneut verhaftet, im Januar 1943 vom Reichskriegsgericht zu 4 Jahren Gefängnis verurteilt. Die Leiterin der KZ-Gedenkstätte Moringen, Ursula Gerecht, berichtete in ihrem Vortrag Marta Wolter und „Kuhle Wampe“ – Die Geschichte einer Frau und die Geschichte eines Films: „Marta Husemann schrieb als erstes in ihr Hafttagebuch: ‚… ‚die ganze Abteilung 5 ist voll von unseren Frauen. Es sind sehr viele, …‘; über Libertas Schulze-Boysen schrieb sie: ‚Ein Mensch, den man niemals in die illegale Arbeit hätte einweihen dürfen. Keine bewusste Verräterin. Aber durch ihre maßlose Eitelkeit leicht zum Sprechen zu bringen‘.“
1945 wurde Marta Husemann aus dem Frauenstrafgefängnis Leipzig-Kleinmeusdorf durch die Rote Armee befreit.
Nach Kriegsende arbeitete sie in der KPD-Bezirksleitung in Ost-Berlin. Durch eine erneute Heirat mit dem SED-Politiker Hans Jendretzky nahm sie den Namen Marta Jendretzky an. Ihre Urne wurde in der Grabanlage Pergolenweg des Berliner Zentralfriedhofs Friedrichsfelde beigesetzt.